# 市野々王子
市野々王子（いちののおうじ）は和歌山県東牟婁郡那智勝浦町にある神社。熊野九十九王子のひとつ。境内は市野々王子跡として、国の史跡「熊野参詣道」の一部（2000年〈平成12年〉11月2日指定）。

## 歴史
市野々王子の創建は明らかではないが、古くから熊野那智大社の末社であって、修造費用が同社によって負担されていた。中世熊野詣の参詣記にその名が見られることから、遅くとも中世までには確立されていたものと考えられており、藤原宗忠の参詣記（『中右記』）には「一野」、修明門院の参詣記には「一乃野」の名で登場する。
那智参詣曼荼羅において二瀬橋のすぐ手前に描かれている小社が市野々王子であろうと推定されている。『紀伊続風土記』は、往来する多くの参詣者を相手に市が立ったことが社名の由来であるとしているが、室町時代から戦国時代の史料はもっぱら「一野」であって、市野々王子または若女一王子の社名が定着したのは近世のことである。
社地については諸説あり、もとから現在地にあったとする説と、100 mほど北側の文明の岡という場所が旧社地であり、それが近世に移設されたものだとする説がある。文明の岡には、明治はじめまで金毘羅社があったが、1873年（明治6年）に市野々王子が王子神社の社名で那智大社から独立した際に合祀されている。

## 境内

### 社殿
- 本殿 - 木造流造三社一殿造銅板葺
- 拝殿兼社務所 - 木造瓦葺入母屋造
- 鈴門 - 木造銅板葺
- 鳥居 1基 - 石造神明鳥居

### 境内社
- 地主八咫烏神社 — 祭神は建角耳命（たけつのみのみこと）。伝承によれば、市野々は八咫烏の子孫が住む土地であるという。

### 杉屋社
杉屋社（すぎやしゃ）は、市野々王子社地の北にある文明の岡の比定地。お杉屋（-すぎや）とも。社殿の礎石と、天照大神が地上に降り立った跡とされる影向石（ようどういし）なる石が残されている。『紀伊続風土記』によれば那智山の末社があったという。

### 郷倉
社地南側に隣接してある建造物で、かつての年貢米の保管庫。2基が現存しており、町指定史跡（1970年〈昭和45年〉3月1日指定）。

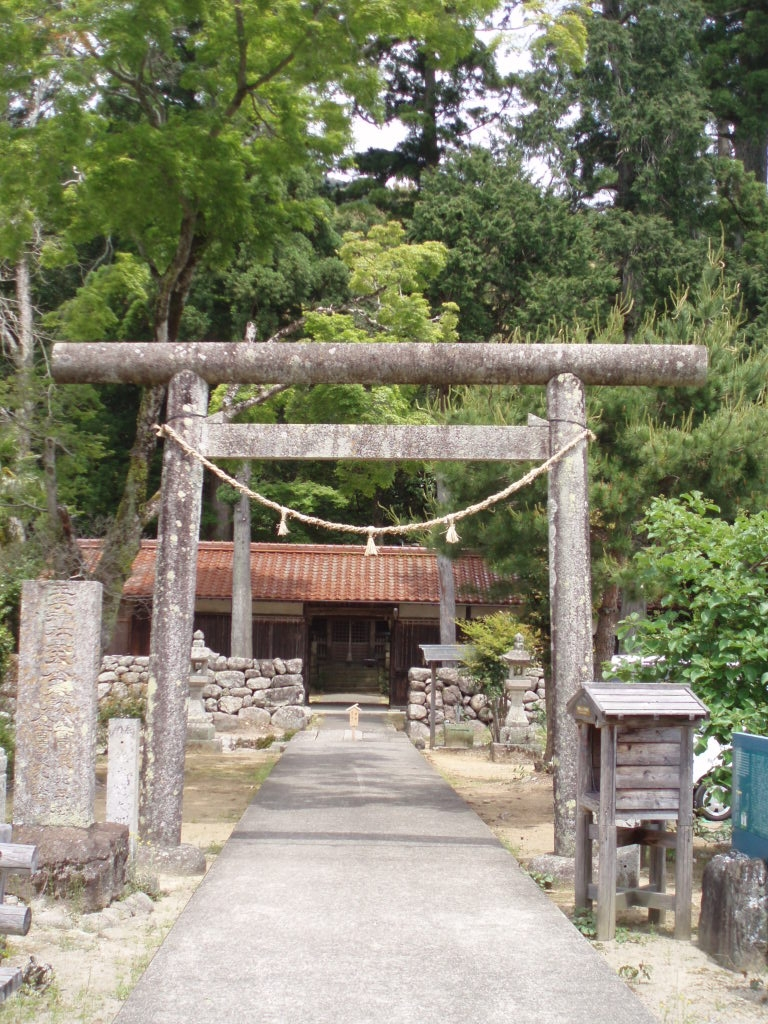
鳥居
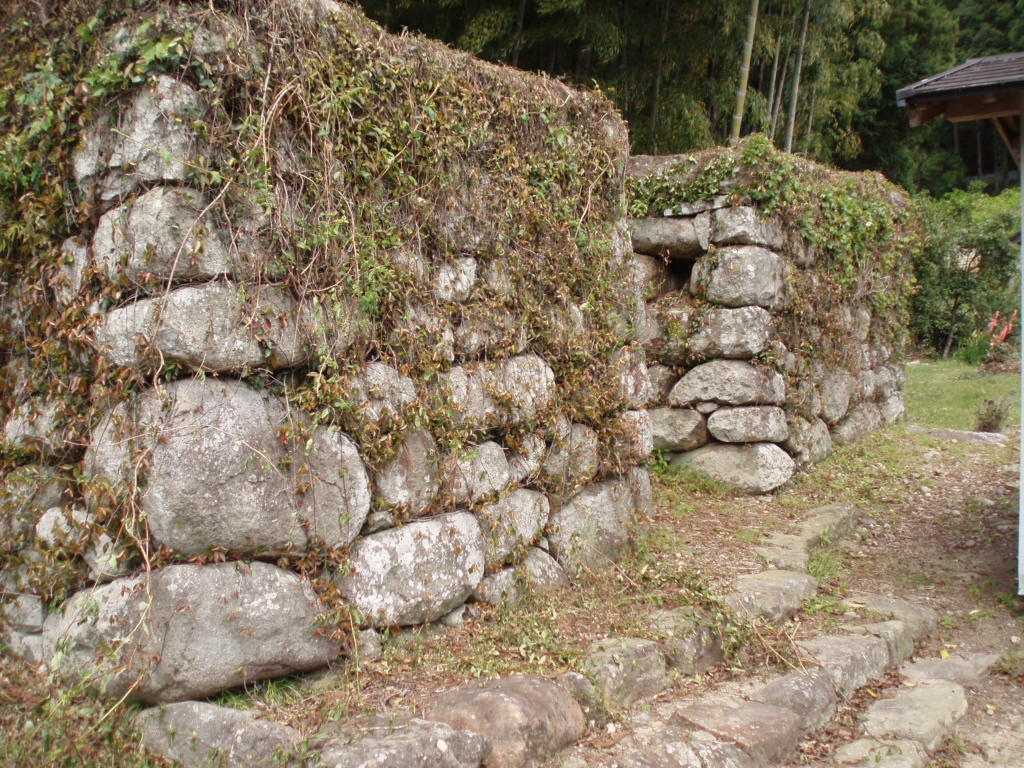
郷倉

## 交通機関
- JR紀勢本線・那智駅下車
熊野交通バスで「井関」または「市野々小学校」バス停下車後、徒歩にて住宅地内の旧道に入り、市野々小学校の100mほど南側

## 文献
- 「角川日本地名大辞典」編纂委員会（編）、1985、『和歌山県』、角川書店〈角川日本地名大辞典30〉 ISBN 404001300X
- 西 律、1987、『熊野古道みちしるべ - 熊野九十九王子現状踏査録』、荒尾成文堂〈みなもと選書1〉
- 長谷川 靖高、2007、『熊野王子巡拝ガイドブック』、新風書房 ISBN 9784882696292